# Hector et Ngakawau
Hector et Ngakawau sont deux petits villages, peu peuplés, situés à l’embouchure du fleuve Ngakawau dans la région de la West Coast de l’Île du Sud de la Nouvelle-Zélande.

## Situation
Les  deux localités sont situées sur le trajet de la route State Highway 67/S H 67 (en) allant de la ville de Westport et celle de Karamea.

## Population
Le recensement de 2001 en Nouvelle-Zélande montra que Hector et Ngakawau avaient une population combinée d’à peine 300 habitants, qui chuta de 16 % ou 57 personnes depuis celui de 1996 .
Celle-ci a chuté à nouveau ensuite à 234 habitants en 2006 .
Malgré sa faible population, de nombreux travailleurs de la plus importante mine de charbon à ciel ouvert de la Nouvelle-Zélande située  à Stockton choisirent de vivre à cet endroit et se déplacent fréquemment pour travailler entre les deux endroits.

## Hector
Hector siège sur la berge nord de l’embouchure du fleuve Ngakawau et est la plus peuplée des deux villes.
Hector a adopté le Dauphin d'Hector ; une espèce en danger, comme l’icône de la ville, car elle est impliquée dans le projet du Department of Conservation ou Doc pour protéger cette espèce de dauphins.
Les dauphins jouent souvent à proximité des côtes de la ville d’Hector et attirent les visiteurs.
L’autre attractions locale est constitué par un musée de la musique du pays.

## Ngakawau
Ngakawau, est la ville la plus importante économiquement des deux, s’étendant sur la berge sud de l’embouchure du fleuve Ngakawau.
Jusqu’en 2015, Ngakawau  a servi de terminus de la ligne de chemin de fer de la branche de Ngakawau (en).
Un téléphérique aérien partant de la mine de Stockton (en) transportait des tonnages significatifs de charbon vers Ngakawau pour leur transbordement vers le port de la ville de Lyttelton sur la côte est de la Nouvelle-Zélande.
La ligne allant de Westport à Ngakawau ouvrit le 12 septembre 1877, et une extension vers le nord passant au-dessus du fleuve à travers la ville d’Hector vers la ville de Mokihinui ouvrit le 8 août 1893.
La ligne finalement fut étendue vers Seddonville le 23 février 1895 et devint connue comme la branche de branche de Seddonville (en).
Un service de passagers à travers les deux villages était assuré par un train mixte, qui cessa de fonctionner le 14 octobre 1946.
Le charbon était pratiquement le seul objet de l’activité de transport à cette époque-là et comme l’extraction de la mine en direction du nord déclinait, le coût de la maintenance dépassa les revenus et la section nord de la ligne de Ngakawau ferma, .